# Ammoniumcarbonatgruppe
Die Ammoniumcarbonat-Gruppe ((NH4)2CO3-Gruppe) ist Bestandteil des Kationentrenngangs, einem klassischen Verfahren der qualitativen Analyse in der Anorganischen Chemie.
Diese Kationengruppe fällt dort aus dem Filtrat der im Trennungsgang vorausgegangenen Ammoniumsulfidgruppe aus, wenn diese mit dem Trennmittel konzentrierte Ammoniumcarbonat-Lösung versetzt wird. Zur Ammoniumcarbonat-Gruppe gehören diejenigen Elemente, die mit dem Trennmittel schwerlösliche Carbonate bilden (Fällungsreaktion); Beispiel:
{\displaystyle \mathrm {CO_{3}^{2\operatorname {-} }+BaCl_{2}\longrightarrow BaCO_{3}\!\downarrow +2\,Cl^{\operatorname {-} }} }
Es fällt Bariumcarbonat zusammen mit Strontiumcarbonat und Calciumcarbonat aus. Somit gehören zur Ammoniumcarbonatgruppe die folgenden Erdalkalimetall-Elemente in Form ihrer Kationen: Ca2+, Ba2+ und Sr2+ – im Filtrat befinden sich dann nur noch die Kationen der Löslichen Gruppe.

## Auftrennung der Ammoniumcarbonatgruppe
Der Ausfällung der Erdalkalimetall-Kationen folgt deren Auftrennung, um sie anschließend – ungestört von Kationen wie Magnesium – mithilfe von Nachweisreaktionen oder mittels Flammenfärbung auffinden zu können. Die so ausgefällten Carbonate können zur Auftrennung in Säuren gelöst werden:
{\displaystyle \mathrm {2\,CO_{3}^{2\operatorname {-} }+4\,HCl\longrightarrow 2\,CO_{2}\!\uparrow +4\,Cl^{\operatorname {-} }+2\,H_{2}O} }
Überschüssiges Fällungsmittel ((NH4)2CO3) zerfällt beim Sieden in die Gase, aus denen es industriell hergestellt wird:
{\displaystyle \mathrm {(NH_{4})_{2}CO_{3}\longrightarrow 2NH_{3}\uparrow +CO_{2}\uparrow +H_{2}O} }
Anschließend werden die Erdalkali-Kationen voneinander getrennt und einzeln nachgewiesen. Da sie sich in ihren chemischen Eigenschaften sehr ähnlich sind, ist diese Auftrennung recht schwierig.